# Zhang Chunhui
Zhang Chunhui est un footballeur hongkongais d'origine chinoise né le 13 mars 1983 à Guangzhou en Chine. Il évolue au poste de gardien de but.

## Carrière

### Joueur
- 2000-2002 : Guangzhou FC  Chine
- 2002-2004 : Xiangxue Pharmaceutical  Chine
- 2004-2005 : Fukien AC  Hong Kong
- 2005-2006 : Hong Kong Rangers  Hong Kong
- Depuis 2006 : South China  Hong Kong

## Sélections
Zhang Chunhui fait ses débuts en équipe nationale de Hong Kong le 14 janvier 2009 contre l'Inde.
8 sélections et 0 but avec  Hong Kong depuis 2009.

## Palmarès

### Club
- Avec South China :
  - Champion de Hong Kong en 2007, 2008, 2009 et 2010.
  - Vainqueur de la Coupe de Hong Kong en 2007.
  - Vainqueur de la Coupe de la Ligue hongkongaise en 2008.